# Argentine aux Deaflympics
L'Argentine participe huit fois aux Deaflympics d'été depuis 1965. Le pays n'a jamais participé aux Jeux d'hiver.

## Bilan général
L'équipe de l'Argentine obtient sept médailles des Deaflympics.
| Année | Médaille d'or, Jeux olympiques | Médaille d'argent, Jeux olympiques | Médaille de bronze, Jeux olympiques | Total              | Rang               |
| 1965  | 0                              | 1                                  | 0                                   | 1                  | NC                 |
| 1969  | 1                              | 1                                  | 0                                   | 2                  | NC                 |
| 1973  | 0                              | 0                                  | 0                                   | 0                  | NC                 |
| 1977  | 0                              | 0                                  | 0                                   | 0                  | NC                 |
| 1981  | N'a pas participé              | N'a pas participé                  | N'a pas participé                   | N'a pas participé  | N'a pas participé  |
| 1985  | N'a pas participé              | N'a pas participé                  | N'a pas participé                   | N'a pas participé  | N'a pas participé  |
| 1989  | N'a pas participle             | N'a pas participle                 | N'a pas participle                  | N'a pas participle | N'a pas participle |
| 1993  | N'a pas participé              | N'a pas participé                  | N'a pas participé                   | N'a pas participé  | N'a pas participé  |
| 1997  | 0                              | 0                                  | 0                                   | 0                  | NC                 |
| 2001  | 0                              | 0                                  | 0                                   | 0                  |                    |
| 2005  | N'a pas participé              | N'a pas participé                  | N'a pas participé                   | N'a pas participé  | N'a pas participé  |
| 2009  | 0                              | 0                                  | 2                                   | 2                  |                    |
| 2013  | 0                              | 1                                  | 1                                   | 2                  |                    |
| Total | 1                              | 3                                  | 3                                   | 7                  |                    |